# さざなみ町
さざなみ町（さざなみちょう）は、いわゆる平成の大合併において、長崎県北松浦郡佐々町と小佐々町の合併で2005年（平成17年）4月1日に発足する予定だった町の名称である。

## 概要
佐々（さざ）・小佐々（こさざ）の両町は長崎県の北部、北松浦半島の西南部に位置する。明治時代から昭和時代中期にかけて北松炭田の産炭地として隆盛を誇り、最盛期には両町合わせて3万を超える人口規模があった。しかし高度経済成長期のエネルギー革命に伴い、地内に多数存在した炭鉱は昭和40年代までにすべて閉山。炭田地域一帯は急激な過疎化が進んだ。以降、佐々町は隣接する佐世保市のベッドタウンとして新たな田園都市づくりを目指し、土地改良事業や企業誘致など多様な政策を打ち出した結果、人口が緩やかに回復している。小佐々町は主産業のひとつである漁業や、日本一の生産量を誇るいりこの製造を始めとした食品加工業のほか、九十九島や神崎鼻といった景勝地がある事から観光業にも力を入れているが、人口減少が続いており、過疎地域に指定されている。

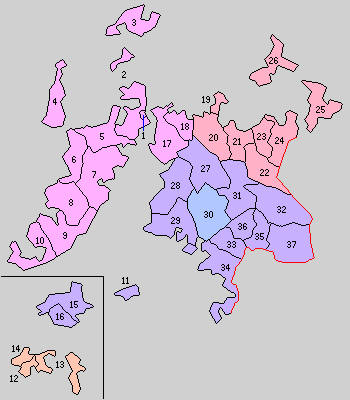
1889年4月1日、市制・町村制施行時の長崎県北松浦郡各町村の行政区域。
29.小佐々村（のち小佐々町。現・佐世保市小佐々地区）
30.佐々村（のち佐々町。現存）

2町は1889年（明治22年）4月1日、長崎県において市制・町村制が施行された際、近世までの藩政村であった佐々村と市瀬村の2村が合併して佐々村に、小佐々村は単独で村制を施行して小佐々村となり、それぞれ地方公共団体として発足した（いわゆる明治の大合併）。以降、1941年（昭和16年）1月1日に佐々村が町制を施行して佐々町に、1950年（昭和25年）5月3日に小佐々村が町制を施行して小佐々町となった。2町とも明治の大合併から100年以上の間、一度も市町村合併を経験していない。
佐々町・小佐々町合併協議会は、任意合併協議会を経て2002年（平成14年）11月1日に法定合併協議会の設置を告示し、12月9日に第1回の協議会が行われた。協議会は17回行われ、両町の合併日は2005年（平成17年）4月1日とし、合併方式は「新設合併」、人口は約2万人
、面積62.21km2。字の区域及びその名称は現行の免のままとし、町役場は本庁を佐々町役場に、支所を小佐々町役場に置くとする事等が決定していた。
合併後の町名は公募の中から委員による投票で決定するとしたが、決定した新町名を巡る混乱を起因に合併協議が決裂し、『日本の本土最西端の町』及び長崎県の市町村では初となるひらがな町名の誕生は幻となった。

## 経緯
新町名は2003年（平成15年）11月1日から同年11月29日までの期間で一般公募が行われ、長崎県内外から総数811、名称410点の応募があった。両町で共通する「佐々（さざ）」を用いた名称や、両町の地理的特徴を表した名称が数多く寄せられた。
| 順位 | 新町名     | 読み                 | 応募数 | 備考 |
| ---- | ---------- | -------------------- | ------ | --- |
| 1    | 佐々町     | さざちょう           | 55     | 14位:佐々町（ささまち - 応募数7） 75位:佐々町（ささちょう、さざまち、さっさちょう - 応募数各1）                                                                       |
| 2    | さざ町     | さざちょう           | 46     | 15位:さざ町（さざまち - 応募数6） |
| 3    | 大佐々町   | おおさざちょう       | 44     | 15位:大佐々町（だいさざちょう - 応募数6） 27位:大佐々町（おさざちょう - 応募数3） 41位:大佐々町（おおささちょう - 応募数2） 75位:大佐々町（おおさっさまち - 応募数1） |
| 4    | 新佐々町   | しんさざちょう       | 37     | 75位:新佐々町（しんさっさまち - 応募数1） |
| 5    | さざなみ町 | さざなみちょう       | 22     | 75位:さざなみ町（さざなみまち - 応募数1） |
| 6    | 佐々川町   | さざがわちょう       | 16     | 41位:佐々川町（ささがわちょう - 応募数2） 75位:佐々川町（ささがわまち - 応募数1）                                                                                     |
| 7    | 西端町     | せいたんちょう       | 15     | 75位:西端町（さいたちょう、さいたんちょう、さいはてちょう - 応募数各1） 小佐々町楠泊免に所在する神崎鼻は、日本の本土最西端にあたる。                                  |
| 8    | 清峰町     | せいほうちょう       | 14     | 75位:清峰町（せいほうまち - 応募数1） 佐々町には2003年に長崎県立北松南高等学校から校名を変更した 「長崎県立清峰高等学校」が所在する。                                 |
| 9    | 九十九島町 | くじゅうくしまちょう | 13     | 75位:九十九島町（くじゅうくしままち - 応募数1） |
| 10   | 西洋町     | せいようちょう       | 12     | |

これらの中から最終候補として「大佐々町」「さざ町」「さざなみ町」「西端町（さいたんちょう）」「清峰町」の5点に絞られた。最多の応募があった「佐々町」が候補から外れた経緯について、『漢字表記は読み間違いが起きやすい』といった理由や、『新町名が「佐々町」では、小佐々町が編入合併したかのように見てとれる』として小佐々町が難色を示した事による。2004年（平成16年）9月30日に行われた第17回合併協議会において、委員全員による投票の結果「さざなみ町」とする事が決まった。
「さざなみ町」の選定理由として、
- さざなみ（漣、小波、細波）とは細かに立つ波を意味し[14]、域内を流れる佐々川の波紋と、日本の本土最西端に接する海の波を表す、穏やかなイメージがある。
- 両町を一艘の舟に例え、波に乗って発展していくイメージがある。
- 静かな入り江に寄せる波のイメージで、やさしい響きがある。
- 両町に共通する「さざ」にちなむ。

を挙げている。選定理由には挙げられていないが、さざなみの他の意味としては「小さな争いごと」の比喩表現もある。
この結果を小佐々町は受け入れるとしたが、佐々町では町民から異議が唱えられ、当初最多の応募があった「佐々町」とするよう要望する署名運動が佐々町内で行われた。小佐々町は佐々町に対し、2004年11月26日までの合併協定調印と関連議案の議決を要請したが、民意の調整に難航する佐々町はこの要請を困難と回答した。12月に入り、佐々町は新町名を受け入れるとして小佐々町に合併協議会の再開を要請するも、小佐々町はこれを拒否した。
小佐々町は佐々町との合併を断念し、2005年（平成17年）1月、小佐々町議会にて佐々町との合併協議会を廃止する案を可決した。佐々町も小佐々町との合併を断念し、3月下旬までに協議会廃止案を可決した。
佐々町・小佐々町合併協議会は2005年3月31日をもって解散し、合併は白紙となった。

### 「佐々」について
両町に共通する地名の佐々（さざ）は、鎌倉時代の文書に佐々浦として見え、松浦党の一族に佐々氏や小佐々氏の名が見える。松浦党は九州西部に土着した際、その土地の地名を名字として名乗った事から、遅くとも中世の半ば頃には「佐々」「小佐々」の地名が存在していたと考えられている。その地名の由来について、佐々町での口伝によると海域としての佐々浦（地図）がかつて内陸深くまで入り込んでいた事から、岸辺の一帯に砂地が広がっていた様子を表したとする説、佐々川や佐々浦の水面や地形の様子を表したとする説、あるいは竹の一種であるササが繁生していた様子を表したとする説が云われている。しかし何れの説も根拠を示す有力な文献が確認されておらず、由来は長らく不詳のままとなっている。

## その後
小佐々町は佐世保市との合併を申し入れており、佐々町との合併協議会廃止案可決から約1ヶ月後の2005年2月18日に『佐世保市・小佐々町合併協議会』を設置した。協議の結果、同時期に合併協議が行われていた宇久町とともに佐世保市への編入が決まり、2006年（平成18年）3月31日をもって自治体として消滅した。
一方、佐々町では町政の混乱を招いたとして、町長や町議会に対するリコールの動きが活発化した。こうした事態を受け、合併協議会解散から約1ヶ月後の5月、一連の責任をとって町長が辞職し、町議会が解散するに至った。その後江迎町と鹿町町が佐々町に対し合併を申し入れるが、財政面の問題などを理由に佐々町が拒否した。また、佐々町は佐世保市から合併協議会設置に関する再三の申し入れがあったが、態度を保留にする。2010年（平成22年）4月、住民発議による『佐世保市・佐々町法定合併協議会』設置の是非を問う住民投票が佐々町で行われ、「反対」が賛成を上回った。同年6月には町長選挙が行われ、佐世保市との合併反対を掲げた候補者が当選した。この結果を受け、佐々町は単独町制を継続する事となった。
なお、佐々町は2010年代以降、佐世保市を中心とする長崎県県北地域と佐賀県の一部自治体で構成する連携中枢都市圏『西九州させぼ広域都市圏』の形成に向け協議を行ってきたが、連携中枢都市圏参加に対する佐々町のメリットが乏しい等を理由として、2018年（平成30年）12月に佐々町議会が参加を否決し、締結直前に離脱した。しかしこの議決が町内で疑問視され、再検討が行われた結果、2019年（令和元年）9月の定例町議会において連携中枢都市圏への参加を求める決議案が可決され、同年10月に佐々町長が佐世保市へ連携中枢都市圏への参加を表明した。2020年（令和2年）3月3日、佐世保市との間で連携協約の締結式が行われ、同年4月より連携中枢都市圏へ佐々町が正式に加入する事となった。